# サビトマトガエル
サビトマトガエル（Dyscophus guineti）は、ヒメアマガエル科トマトガエル属に分類されるカエル。

## 分布
マダガスカル東部固有種。

## 形態
体長6-9.5 cm。体色は赤やオレンジ、黄色。背面には和名の通り錆をふったような虫食い模様や、濃色の三角形や菱形の斑紋が入る。眼の後部から体側面にかけて黒い筋模様が入る。
幼生は口器が前方にあり、吻端が長く伸びる。幼体の体色は褐色。

## 生態
森林に生息する。地表棲。外敵に襲われると四肢を突っ張って体を膨らませて相手を威嚇し、皮膚から乳白色の粘着質を分泌する。
食性は動物食で、昆虫類や節足動物等を食べる。
繁殖形態は卵生。雨季にできた水場に卵を産む。

## 人間との関係
ペットとして飼育されることもあり、日本にも輸入されている。以前ペット用として流通していたアカトマトガエルがワシントン条約附属書Iに掲載されたため、代用として流通するようになった。属内では最も流通量が多い。以前は主に野生個体が流通していたが、近年は飼育下繁殖個体の流通も増えている。テラリウムで飼育される。生体に対してケージが狭いとストレスから拒食することもあるため、やや大型のケージを用意する。蒸れに弱い面があるため蓋を金網にする等して通気性を確保する。ケージにはヤシガラ土や腐葉土等の保湿力がある床材を敷く。地中に潜ることは少ないが物陰に隠れることを好むので、流木を組んだり市販されている隠れ家（シェルター）をケージ内に設置する。ケージ内には全身が漬かれるようなやや大きめの水入れを設置する。生息地で抱接し体内に卵を持ったメスが流通され産卵（持ち腹）することもあるが、幼生（オタマジャクシ）は小さく産卵数が多いため餌の問題で飼育は難しい。